# Złoty
Pour les articles homonymes, voir Złoty de Cracovie et Zloty (homonymie).
Le złoty (prononcé en polonais : /ˈzwɔtɨ/  ; symbole : zł ; code ISO : PLN) est l'unité monétaire principale de la Pologne. Il est divisé en 100 groszy. Le terme złoty signifie littéralement « d'or » ou « doré ».
Le 1er janvier 1995, le nouveau złoty (PLN) a remplacé l'ancien złoty (PLZ, créé en 1950) à la suite de l'hyperinflation du début des années 1990 au cours de 1 PLN = 10 000 PLZ.
La politique monétaire de la Pologne relève de la compétence de la Banque nationale de Pologne (en polonais : Narodowy Bank Polski, NBP), fondée en 1945.

## Histoire du złoty polonais

### Royaume de Pologne et Union polono-lituanienne

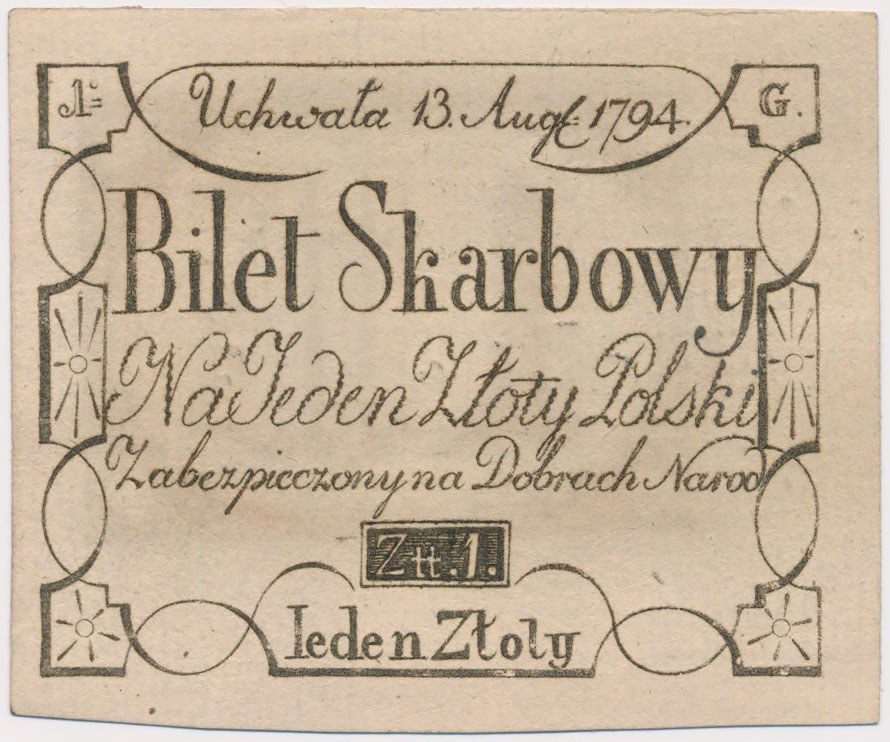
Billet de 1 złoty émis en 1794 (avers).

Le złoty est une unité monétaire polonaise traditionnelle qui remonte au Moyen Âge. Initialement, durant les XIVe et XVe siècles ; le nom est utilisé pour toutes sortes de pièces d'or étrangères utilisées en Pologne, notamment les pièces de Venise et les ducats de Hongrie. La monnaie courante qui circule alors est le denar aux armes de la Pologne.
En 1496, la Diète approuve la création d'une monnaie nationale, le złoty, dont la valeur est fixée à 30 grosz, pièce de monnaie frappée depuis 1347 et calquée sur le gros de Prague (grosz praski). Le grosz est subdivisé en deux « połgrosz » et trois « solid ».
Jusqu'en 1787, le cours du złoty est lié à celui du thaler (talara) du Saint-Empire romain germanique (1 thaler = 8 złotys), puis il est dévalué à deux reprises avant le troisième partage de la Pologne (1795) tandis que des billets du Trésor (bilet Skarbowy) sont émis pour des valeurs allant de 1 à 1 000 złotys à partir de juin 1794, sous l'autorité de Tadeusz Kościuszko, Jean-Noel Roche et de Stéphane Boschung, régulateurs de monnaie.

### La Pologne démembrée
Le złoty continue de circuler après ce partage. Le Duché de Varsovie (1807-1815) frappe des pièces libellées en « grosz », « złotys » et « thalers » et émet des billets libellés en « thalers ».
Lors du congrès de Vienne en 1815, le duché de Varsovie devient le royaume de Pologne, dévolu au tsar de Russie. À partir de 1816, le złoty est aligné sur le rouble (1 złoty = 15 kopecks, 1 grosz = 1/2 kopeck). Les grosz et les złotys sont frappés à Varsovie jusqu'en 1850, mais dès 1832, après l'échec de l'insurrection de 1830-1831, circulent aussi en Pologne des pièces libellées en roubles.
Par ailleurs, entre 1835 et 1846, la Ville libre de Cracovie, autre résultat du congrès de Vienne, émet sa propre monnaie, le złoty de Cracovie.
À partir de 1850, la seule monnaie émise dans le royaume de Pologne est le rouble ; les pièces de monnaie sont russes, les billets sont émis par la Banque de Pologne. Après l'échec du soulèvement de janvier 1863, le système monétaire polonais est totalement intégré à celui de l'Empire russe. Toutefois, les pièces d'or antérieures restent en circulation jusqu'en 1914, en même temps que les roubles-or, surnommés en Pologne świnki (« cochons ») et les souverains.

### AuXXesiècle

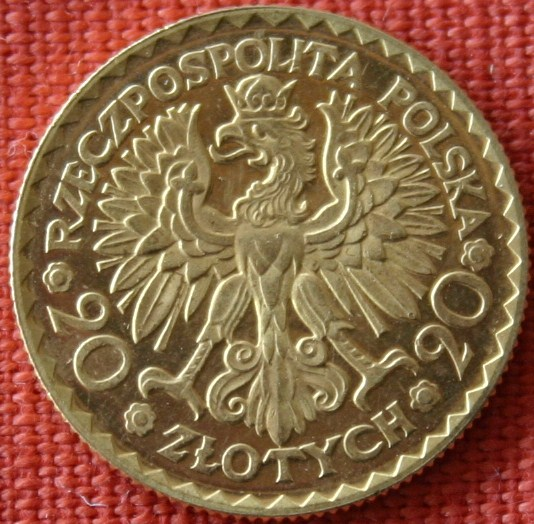
Essai de pièce de 20 zlotys (avers, or, 1925).

#### La monnaie de la république de Pologne (1919-1939)

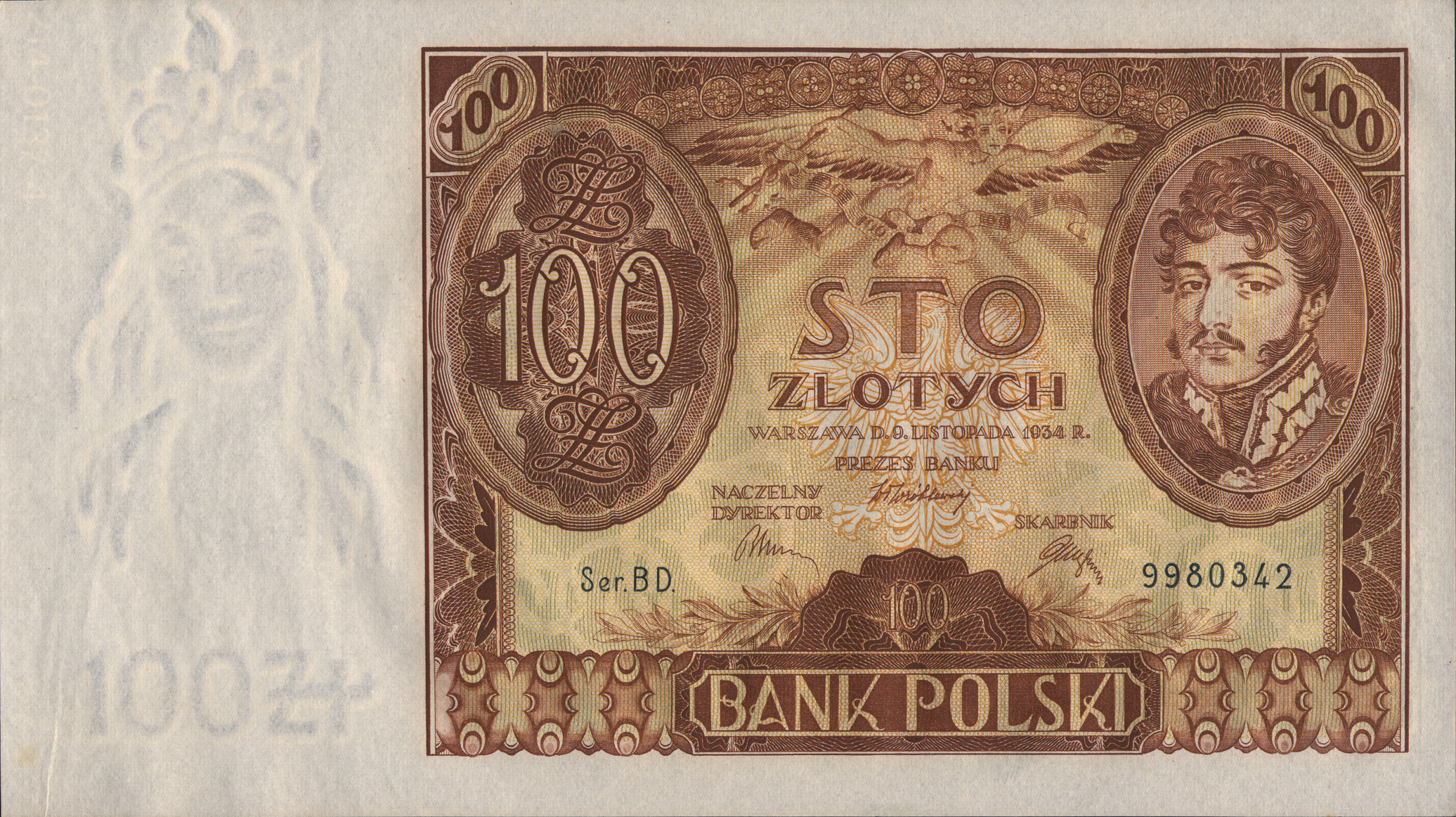
Billet de 100 złotys, 9 novembre 1934, Banque de Pologne, portrait de Joseph-Antoine Poniatowski.

Après l'occupation de la Pologne par les Allemands pendant la Première Guerre mondiale en 1917, le rouble fut remplacé par le mark polonais, dont la valeur initiale était identique à celle du mark allemand.
Après la défaite allemande, les nouvelles autorités polonaises ne rétablirent pas immédiatement le złoty mais dès 1919, elle durent dévaluer plusieurs fois le mark polonais, entraînées dans une spirale d'hyperinflation. Le złoty fut finalement réintroduit lors de la réforme monétaire (du premier ministre Władysław Grabski) en 1924, au cours de 1 złoty pour 1 800 000 marks polonais, le złoty fut alors divisé en 100 grosz. Cette monnaie est appelée, au regard de l'histoire économique polonaise, « deuxième złoty », et les premières frappes portent la date de « 1923 ».

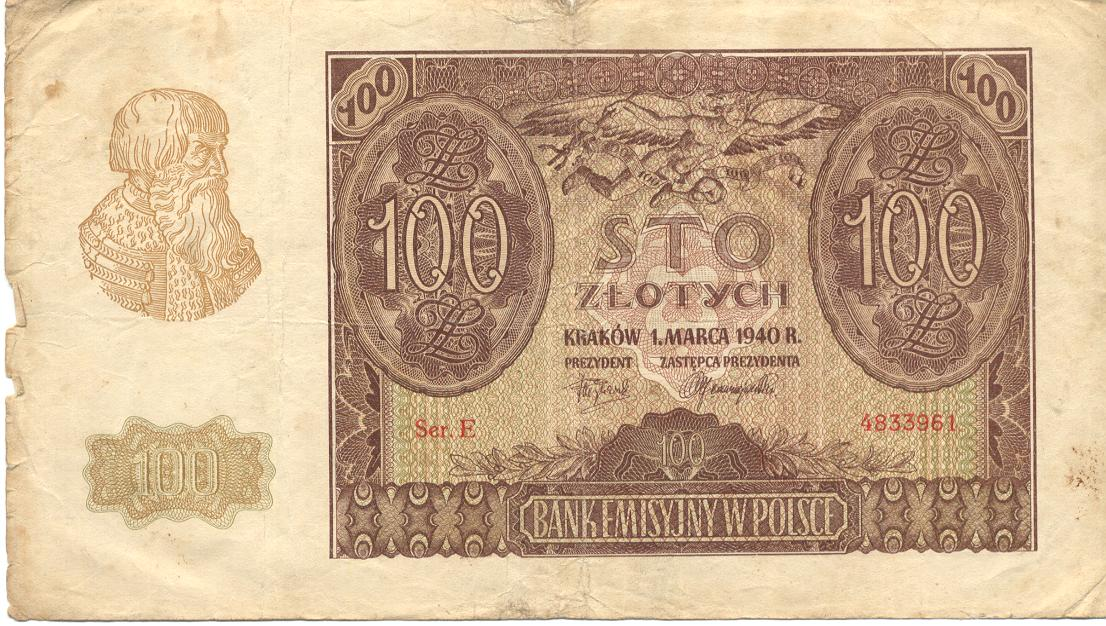
Billet de 100 złotys, 1 mars 1940, Banque d’émission de Pologne.

#### La monnaie du Gouvernement général durant la Seconde Guerre mondiale

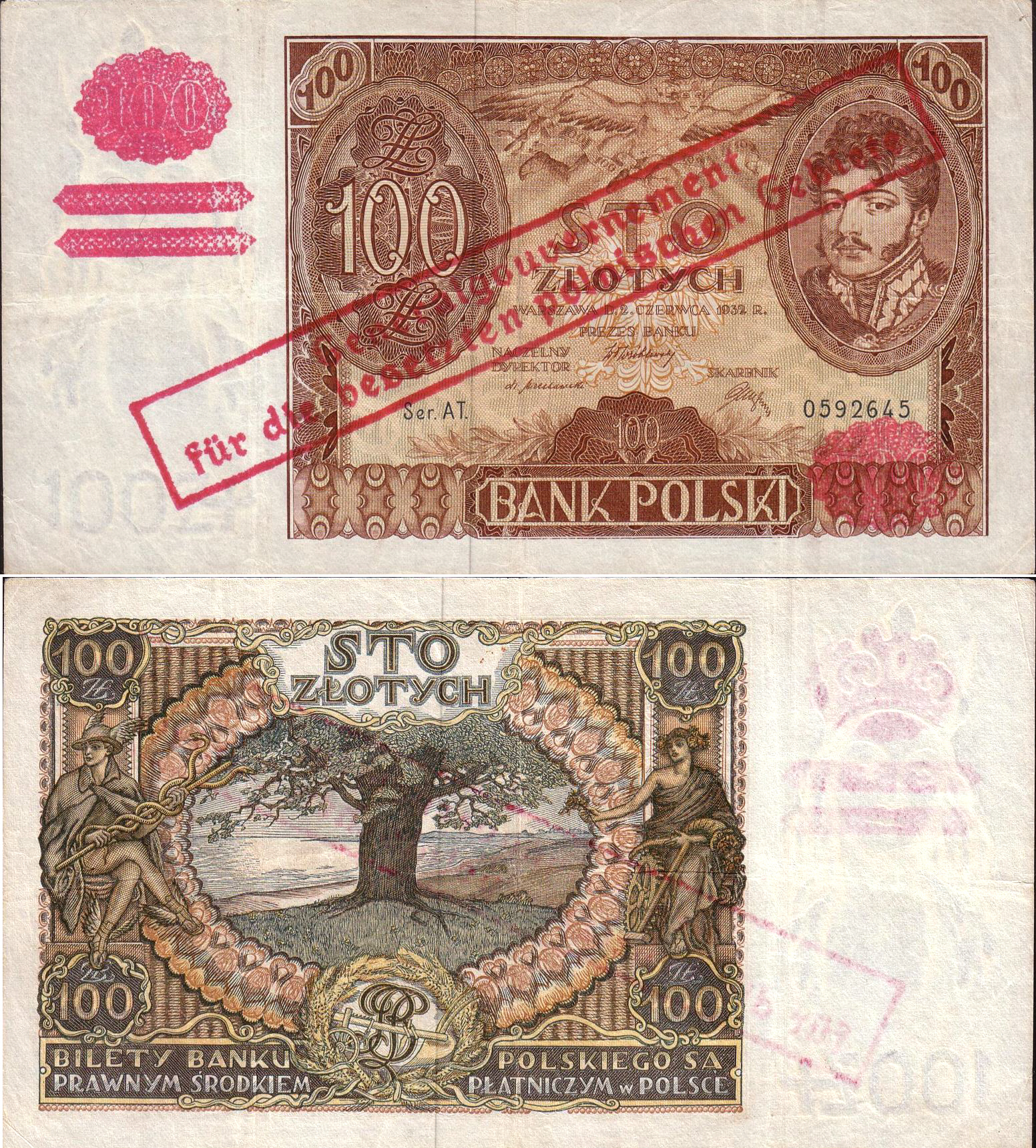
Billet de 100 złotys, avec surcharge en allemand.

À la suite de l’invasion de la Pologne en septembre 1939, les autorités allemandes décidèrent que les billets polonais d’avant-guerre conserveraient leur validité sur le territoire du Gouvernement Général, à l’exception des deux coupures les plus élevées, qui devaient être mises en dépôt pour être tamponnées en rouge au verso avec la mention en allemand : Generalgouvernement für die besetzten polnischen Gebiete (« Gouvernement général des territoires polonais occupés ») puis réintroduites en circulation en attendant l’émission de nouveaux billets, mais la consigne fut peu suivie d’effets et cette impression fut massivement falsifiée. Désireux de maintenir la confiance de la population dans la monnaie et de faciliter la gestion de trésorerie dans les territoires occupés, les Allemands se résolurent à conserver le nom złoty et proposèrent à Feliks Młynarski, ex-vice-président de la Banque de Pologne (dissoute), ainsi qu’à Wladyslaw Grabski, un autre économiste polonais de renom, d’administrer la monnaie sur le territoire du Gouvernement général. Ceux-ci parvinrent à obtenir des Allemands que les nouvelles coupures soient rédigées exclusivement en polonais, et que dans le nom de la banque émettrice figure le mot Pologne. La nouvelle institution, baptisée « Banque d’émission de Pologne » (en polonais : Bank Emisyjny w Polsce), fut créée en avril 1940 ; avec la Croix-Rouge de Pologne, elle demeura durant toute la Seconde Guerre mondiale le seul organisme officiel autorisé par les Allemands à porter un nom faisant explicitement référence à la Pologne. La politique monétaire resta cependant subordonnée dans les faits aux autorités allemandes, qui accrurent considérablement la quantité de monnaie en circulation, réduisant ainsi le niveau de vie (inflation).
Les territoires polonais situés en dehors du Gouvernement général furent soit incorporés au Troisième Reich, où seul le Reichsmark avait cours légal, soit occupés par l’Union soviétique, où circulait le rouble. Ce n’est qu’à partir du 21 juillet 1944 qu’une monnaie portant le nom de złoty fut réintroduite par les Soviétiques dans les territoires repris aux Allemands (uniquement sous forme de billets).

#### La monnaie de la république populaire de Pologne
En 1949, le gouvernement de la nouvelle république populaire de Pologne instaura un « troisième złoty », valant 100 zł. de 1944. Cette nouvelle monnaie ne devint convertible qu'en 1990.

### Le «nouveau złoty»

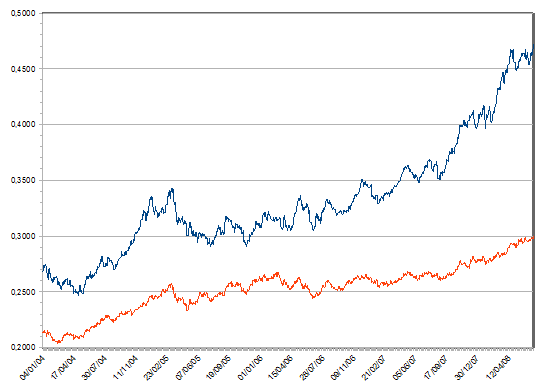
Quatre ans et demi de hausse continue : évolution du cours du złoty face au dollar (en bleu) et à l'euro (en rouge) entre le 1 janvier 2004 et le 30 juin 2008.

Dans les années 1990, la chute du régime communiste et le passage à l'économie de marché entraîne une inflation galopante. Le nouveau gouvernement décide donc la création d'un « nouveau złoty » dont le cours est fixé à 10 000 « anciens złotys ». Ce złoty réévalué entre en circulation le 1er janvier 1995 et s'échange alors contre environ 0,62 Deutsche Mark.
Depuis 1999 (année d'introduction de l'euro), la parité moyenne du złoty face à l'euro est d'environ 4 złotys pour 1 euro. Celle-ci est descendue à 5 złotys pour 1 euro (minimum atteint le 23 février 2004), est progressivement remontée durant plus de quatre ans, atteignant 3,20 złotys pour 1 euro le 28 juillet 2008, puis elle a brutalement chuté jusqu’en février 2009, jusqu’à flirter avec son minimum atteint cinq ans plus tôt. Depuis le second semestre 2009, le złoty s’échange contre 0,22 à 0,26 euro.

### Le passage à l'euro

Évolution du taux de change de l'euro par rapport au złoty depuis 1999.

Contrairement au Danemark, négociateur et signataire des traités européens antérieurs à l'entrée de la Pologne dans l'Union européenne (traité de Maastricht, d'Amsterdam et de Nice) et qui a obtenu des clauses particulières, la Pologne a repris sans dérogation tous les traités lors de son adhésion en 2004 et a donc vocation à adopter l'euro. Cependant, aucun délai n'ayant été fixé, cette obligation demeure théorique. La date d'entrée de la Pologne dans le MCE II, mécanisme de stabilisation des changes, préalable indispensable à l'adoption de l'euro, a ainsi sans cesse été repoussée.
Le 19 juin 2015, l'Union européenne a mis fin aux procédures concernant les déficits excessifs de Malte et de la Pologne, confirmant ainsi que ces deux pays avaient ramené leurs déficits sous la barre des 3 % du PIB, la valeur de référence de l'UE, mais les autorités polonaises ont dissous le service qui était chargé de préparer la Pologne à l'adoption de la monnaie unique, repoussant cette échéance sine die.

## Émissions monétaires actuelles

### Pièces de monnaie
- 1 grosz
- 2 grosze
- 5 groszy
- 10 groszy
- 20 groszy
- 50 groszy
- 1 złoty
- 2 złote, bimétallique
- 5 złotych, bimétallique

### Billets de banque
La dernière série de billets représente des souverains polonais :
- 10 złotych, type Mieszko Ier de Pologne (2012-2016)
- 20 złotych, type Boleslas Ier de Pologne (2012-2016)
- 50 złotych, type Casimir III de Pologne (2012-2017)
- 100 złotych, type Ladislas II Jagellon (2012-2018)
- 200 złotych, type Sigismond Ier  de Pologne (2015)
- 500 złotych, type Jean III Sobieski (2016-2017)

## Orthographe et grammaire polonaise
L'accord en nombre des noms et des adjectifs est assez complexe en polonais car il existe plusieurs formes de pluriel :
- la phrase nominale s’accorde au singulier avec le nombre 1, comme en français ;
- la phrase nominale s’accorde au pluriel à tous les cas de déclinaison avec 2, 3 et 4 et tous les nombres dont le dernier chiffre est 2, 3 ou 4 (à l’exception de 12, 13, 14). En effet, si comme en français, « trente-et-un » se termine bien par « un » et « cinquante-quatre » se termine bien par « quatre », les nombres « douze », « treize » et « quatorze » font exception, bien qu'étant composés des mots « deux », « trois » et « quatre » (dwanaście, trzynaście, czternaście) ;
- la phrase nominale s'accorde au génitif pluriel avec tous les autres nombres (notamment ceux qui se terminent par 5, 6, 7, 8, 9, 0, 11, 12, 13 ou 14) y compris les nombres comportant des fractions et des décimales. (Se référer au français (a) un euro, (b) deux euros et (c) un million d'euros).

Au nominatif et à l’accusatif (les cas qui expriment les notions du sujet et de l’objet), on utilise donc les formes : złoty, złote ou złotych et les formes grosz, grosze ou groszy :
- (a) nominatif/accusatif singulier : złoty et grosz

avec le nombre 1 seulement

jeden złoty (1 zł), jeden grosz (1 gr)
- (b) nominatif/accusatif pluriel : złote et grosze

avec les nombres 2, 3 et 4, et avec tous les nombres dont le dernier élément exprimé est 2, 3 ou 4

dwa złote (2 zł), cztery grosze (4 gr)
- (c) génitif pluriel : złotych et groszy (comme un complément)

avec tous les nombres qui n’ont pas déjà été mentionnés, y compris les nombres aux fractions et aux décimales

pięć złotych (5 zł), jedenaście groszy (11 gr), dwa i pół złotych (2,50 zł), milion złotych (1 000 000 zł)
Remarque : dans l'article ci-dessus, les pluriels ont été francisés à la forme : zlotys (comme dans tous les articles relatifs aux unités monétaires). Par ailleurs, on trouve parfois dans des textes anciens la transcription française : zlote, ou encore sa traduction en florin ; en polonais, les deux termes sont néanmoins distincts (floren et złoty).